# Єужен Сирбу
Єужен Сирбу (рум. Eugen Sârbu; нар. 1950, Бухарест) — румунський скрипаль.
Почав виступати з шестилітнього віку, у 1958 році був удостоєний нагороди Національного музичного фестивалю в Бухаресті.
Навчався в Бухаресті у Штефана Георгіу, потім в Парижі і нарешті в Кьортисовському інституті музики у Івана Галамяна.
Ступив на міжнародну музичну сцену в середині 1970-х рр. У 1974 році отримав другу премію на Міжнародному конкурсі скрипалів імені Паганіні (перша премія в той рік не присуджувалася), в 1978 році на тому ж конкурсі був удостоєний першої премії. В тому ж 1978 році виграв також Конкурс скрипалів імені Карла Флеша. В 1975 році Єужен Сирбу посів третє місце на конкурсі імені Сибеліуса, а 10 років потому був запрошеним солістом на Сибеліусовському фестивалі в Гельсінкі.
Записав скрипальний концерт Яна Сибеліуса, «Пори року» Антоніо Вівальді і ряд інших творів.